# 第1回全日本中学校陸上競技選手権大会
第1回全日本中学校陸上競技選手権大会（だい1かいぜんにほんちゅうがっこうりくじょうきょうぎせんしゅけんたいかい）は、1974年8月17日 - 8月18日に国立競技場で行われた、陸上競技の大会である。
全国より選抜された選手たちが中央（東京）で一堂に会して行われる全国大会として幕を開けた。実施種目はまだ少なく、翌年以降、種目の追加、変更を経て現在も続く大会となっている。
2000mは今回が最初で最後の実施となった。
男女三種競技はこの年度より発足し、2004年の四種競技移行まで、30年に渡って実施された。

## 競技種目
- 男子(10種目)
  - 1年100m
  - 1年1500m
  - 2年100m
  - 2年2000m
  - 800m
  - 3000m
  - 100mH
  - 棒高跳
  - 三種競技A(①100m ②砲丸投 ③走高跳)
  - 三種競技B(①砲丸投 ②走幅跳 ③400m)
- 女子(5種目)  
  - 1年100m
  - 2年100m
  - 800m
  - 三種競技A(①走高跳②100m ③砲丸投 )
  - 三種競技B(①走幅跳 ②砲丸投 ③80mH)

## 優勝者

### 男子
| 種目      | 名前(学年)   | 風速 | 記録     | 所属               | 備考                        |
| --------- | ------------ | ---- | -------- | ------------------ | --------------------------- |
| 1年100m   | 吉江幸彦 (1) | +0.3 | 12秒2    | 長野・筑摩野       |                             |
| 1年1500m  | 佐藤国綱(1)  |      | 4分32秒6 | 秋田・大館一       |                             |
| 2年100m   | 河合良浩(2)  | +1.9 | 11秒5    | 愛知・豊橋中部     |                             |
| 2年2000m  | 大塚正美(2)  |      | 6分00秒6 | 茨城・神栖一       |                             |
| 800m      | 小野寺清栄   |      | 2分00秒3 | 宮城・月立         |                             |
| 3000m     | 古谷簡司     |      | 9分11秒0 | 茨城・岩井         |                             |
| 100mH     | 尾縣貢(3)    | 0    | 13秒4    | 兵庫・滝野         |                             |
| 棒高跳    | 伊藤道雄     |      | 4m00     | 千葉・神崎         |                             |
| 三種競技A | 大山憲雄(3)  |      | 3000点   | 鹿児島・鹿児島城西 | 中学日本新 12秒0-12m84-1m92 |
| 三種競技B | 本田陽(3)    |      | 3204点   | 和歌山・西和       | 13m10-6m40-50秒8            |

### 女子
| 種目      | 名前(学年)    | 風速 | 記録     | 所属         | 備考                          |
| --------- | ------------- | ---- | -------- | ------------ | ----------------------------- |
| 1年100m   | 逢坂十美(1)   | +0.4 | 13秒3    | 香川・紫雲   |                               |
| 2年100m   | 渡辺美代子(2) | +1.9 | 12秒5    | 栃木・黒磯   |                               |
| 800m      | 坂梨智子      |      | 2分17秒6 | 熊本・一の宮 | 中学日本新                    |
| 三種競技A | 佐藤美智代(3) |      | 3075点   | 徳島・鳴門二 | 中学日本新 1m58－12秒5－10m65 |
| 三種競技B | 飯田美喜子(3) |      | 3007点   | 広島・大野   | 5m07－9m86‐12秒1              |